# Condado de Kępno
Nota linguística: Não confundir hrabstwo (condado) com powiat (divisão administrativa)..
Kępno (polaco: powiat kępiński) é um powiat (condado) da Polónia, na voivodia de Grande Polónia. A sede é a cidade de Kępno. Estende-se por uma área de 608,39 km², com 55 194 habitantes, segundo os censos de 2005, com uma densidade 90,72 hab/km².

## Divisões admistrativas
O condado possui:
Comunas urbana-rurais: Kępno
Comunas rurais: Baranów, Bralin, Łęka Opatowska, Perzów, Rychtal, Trzcinica
Cidades: Kępno

## Demografia
População (dados de 30 de Junho de 2005):
|          | Total   | Total | Mulheres | Mulheres | Homens  | Homens |
| -------- | ------- | ----- | -------- | -------- | ------- | ------ |
|          | pessoas | %     | pessoas  | %        | pessoas | %      |
| Total    | 55 194  | 100   | 28 000   | 50,7     | 27 194  | 49,3   |
| Cidades  | 14 725  | 100   | 7749     | 52,6     | 6976    | 47,4   |
| Povoados | 40 469  | 100   | 20 251   | 50       | 20 218  | 50     |